# (1597) Laugier
(1597) Laugier – planetoida z pasa głównego asteroid okrążająca Słońce w ciągu 4 lat i 293 dni w średniej odległości 2,85 au. Została odkryta 7 marca 1949 roku w Algiers Observatory w Algierze przez Louisa Boyera. Nazwa planetoidy pochodzi od Margueritte Laugier (1896-1976), francuskiej astronom. Przed nadaniem nazwy planetoida nosiła oznaczenie tymczasowe (1597) 1949 EB.